# Ainières

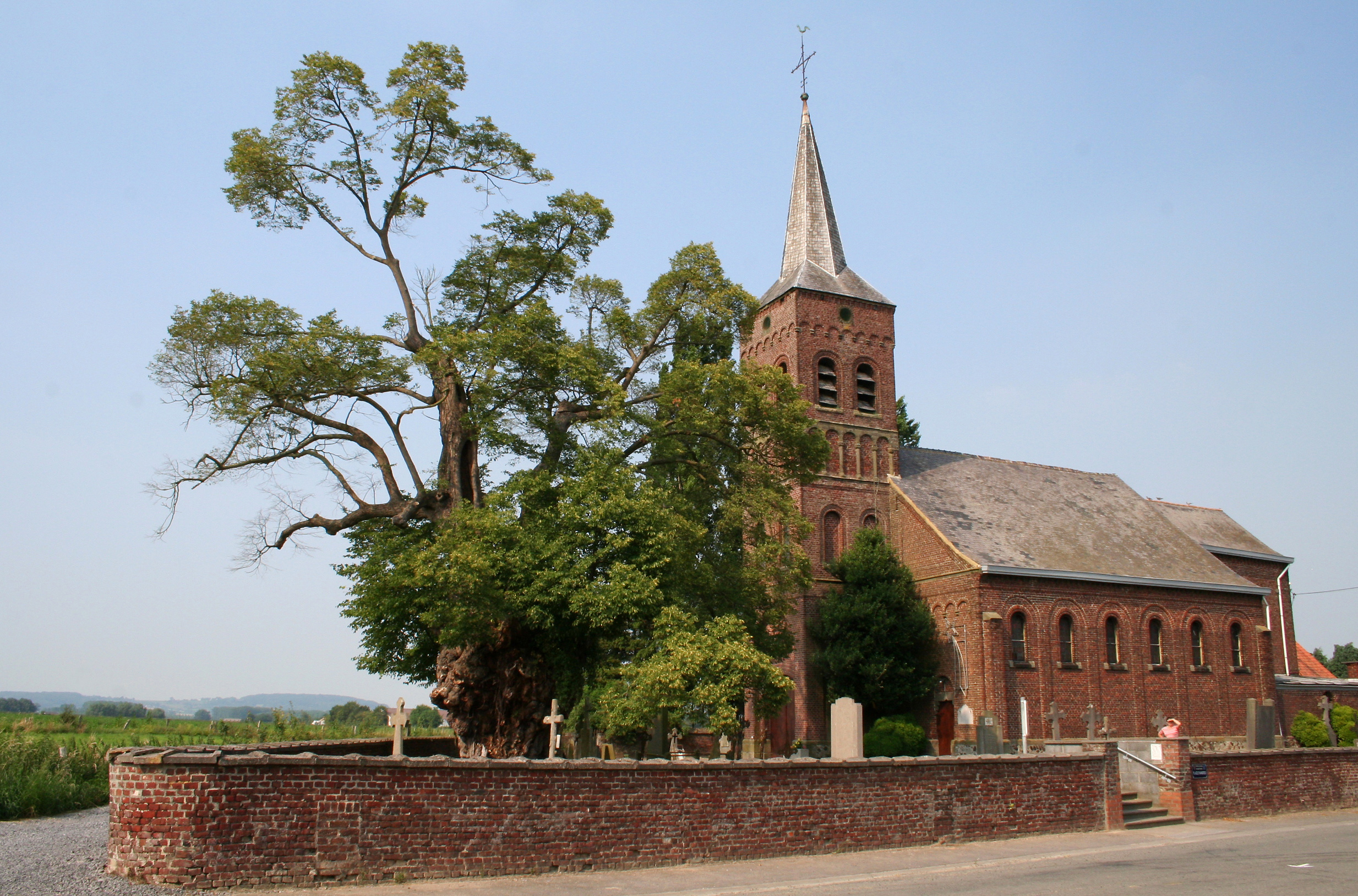
kerk met linde

Ainières is een dorp in de Belgische provincie Henegouwen. Het ligt in de gemeente Frasnes-lez-Anvaing en vormt samen met Arc de deelgemeente Arc-Ainières. Ainières ligt zo'n anderhalve kilometer ten oosten van Arc.

## Bezienswaardigheden
- De Sint-Vincentiuskerk (Église Saint-Vincent), een bakstenen neoromaans bouwwerk van 1871-1873.
- Op het kerkhof van Ainières ligt Alphonse Gheux (1850-1935) begraven, dicht bij wat tot in 2007 de dikste linde van België was. Alphonse is de laatst bekende bespeler van de Henegouwse doedelzak, de muchosa, een type dat in heel Picardië bespeeld werd.

## Natuur en landschap
Ainières ligt op een hoogte van 28 meter.

## Nabijgelegen kernen
Wattripont, Dergneau, Anvaing, Arc